# Olavus Simonis Clarevallensis
Olavus Simonis Clarevallensis, född 1560 i Ljusdals församling, Uppsala, död 8 oktober 1639 i Horns församling, Östergötland, var en svensk präst.

## Biografi
Olavus Simonis Clarevallensis föddes 1560 på Simmarbo i Ljusdals församling. Han prästvigdes 1587 och blev hovpredikant hos prinsessan Anna Vasa, dotter till Johan III, under hennes vistelse i Polen. Clarevallensis reste dit 1588 i sällskap med sändebudet Erik Turesson Bielke och återvände till Sverige 1592. Clarevallensis blev 1593 kyrkoherde i Horns församling och skrev under Uppsala mötes beslut samma år. Han blev 1606 kontraktsprost i Kinds kontrakt och var riksdagsman för prästerskapet vid riksdagen 1610. Clarevallensis avled 1639 och begravdes i Horns gamla kyrka.

### Familj
Clarevallensis gifte sig första gången 1592 med Margareta Eriksdotter (död 1618), dotter till kung Erik XIV och Agda Persdotter. De fick tillsammans barnen filosofie magistern Samuel Olavi Cornuclandius i Wittenberg, Kristina Clarevallensis som var gift med kyrkoherden Zacharias Retzius i Gladhammars församling, Anna Clarevallensis som var gift med kyrkoherden Jonas Planander i Horns församling, Elisabet Clarevallensis som var gift med biskopen Jonas Petri Gothus i Linköpings stift, Emerentia Clarevallensis som var gift med kyrkoherden A. Saebyensis i Lofta församling, Märta Clarevallensis och Sara Clarevallensis.
Clarevallensis gifte sig andra 1619 med Ingeborg Siggesdotter.
Clarevallensis gifte sig tredje gången 1633 med Gertrud Bengtsdotter. Efter Clarevallensis död gifte Gertrud Bengtsdotter om sig med kyrkoherden Jonas Planander i Horns församling.